# Pronar 5112
Pronar 5112 – ciągnik rolniczy produkowany przez Pronar Sp. z o.o.

## Dane techniczne
Silnik:
- Marka: Iveco NEF
- Typ: F4CE0404A*D
- Norma toksyczności: Stage II
- Liczba cylindrów: 4
- Pojemność skokowa: 4485 cm³
- Średnica cylindra: 104 mm
- Skok tłoka: 132 mm
- Moc znamionowa: 60 kW – 82 KM
- Znamionowa prędkość obrotowa: 2300 obr./min
- Maksymalny moment obrotowy: 320 Nm
- Prędkość obrotowa momentu maksymalnego: 1400 obr./min
- Układ wtryskowy: Common Rail
- Układ dolotowy: wolnossący
- Pojemność zbiornika paliwa: 130 dm³

Układ napędowy:
- Marka: Carraro
- Typ skrzyni biegów: mechaniczna, synchronizowana
- Całkowita liczba przełożeń przód/tył: 24x24
- Zmiana kierunku jazdy – rewers mechaniczny
- Sprzęgło: Jednotarczowe, cierne, sterowane hydraulicznie firmy LUK
- Blokada mechanizmu różnicowego: załączana elektrohydraulicznie
- Przedni most napędowy: Carraro 20.16
- Mechanizm różnicowy osi przedniej: Samoblokujący się, o podwyższonym tarciu wewnętrznym

Układ hydrauliczny
- pojemność zbiornika oleju: 40 dm³
- ciśnienie: 175 bar
- Sterowanie tylnym TUZ – mechaniczne
- wydatek pompy olejowej: 40 dm³/h
- Liczba sekcji rozdzielacza hydraulicznego: 3
- Udźwig tylnego TUZ w osi końcówek: 3000 – standard, 3600 – opcja

Wymiary i masy
- Masa pojazdu nieobciążonego w stanie gotowym do jazdy (z płynami eksploatacyjnymi i kierowcą 75kg) 4040 – 4230 kg
- Rozkład mas na osie – przód/tył (kg) 2160-1870/2070-2170
- Dopuszczalna masa całkowita (kg) 4350-5100
- Rozstaw osi (mm) 2369
- Rozmiary opon – oś przednia/tylna 360/70R20 16,9R30
- Maksymalny kąt skrętu kół przednich: 55°
- Masa własna [kg] 4230/4245
- Dopuszczalna masa całkowita [kg] 5100
- Rozstaw osi [mm] 2222
- Rozstaw kół przednich [mm] 1570-1730*
- Rozstaw kół tylnych [mm] 1500-1800*
- Długość/szer./wys. [mm] 4130/1960/2482

Układ hamulcowy:
- hamulce robocze Mokre, sterowane hydraulicznie
- instalacja hamulcowa przyczep: Pneumatyczna, dwuprzewodowa lub dwuprzewodowa + jednoprzewodowa lub hydrauliczna

Instalacja elektryczna
- alternator 1,26 kW 14V
- rozrusznik 3kW-12V

Kabina
- Ochronna typ KS-12
- Oddzielne układy wentylacji i ogrzewania o dużej efektywności.
- Ergonomiczne panele sterowania.
- Zmienne położenie panelu wskaźników ruchome wraz z kolumną kierowniczą.
- Uchylne szyby boczne narożne oraz szyba tylna.
- Dodatkowe miękkie składane siedzisko dla pasażera.
- Duża liczba podręcznych schowków.
- Poziom hałasu na stanowisku operatora 81dBA (przy prędkości maksymalnej).